# LG Optimus 3D P920

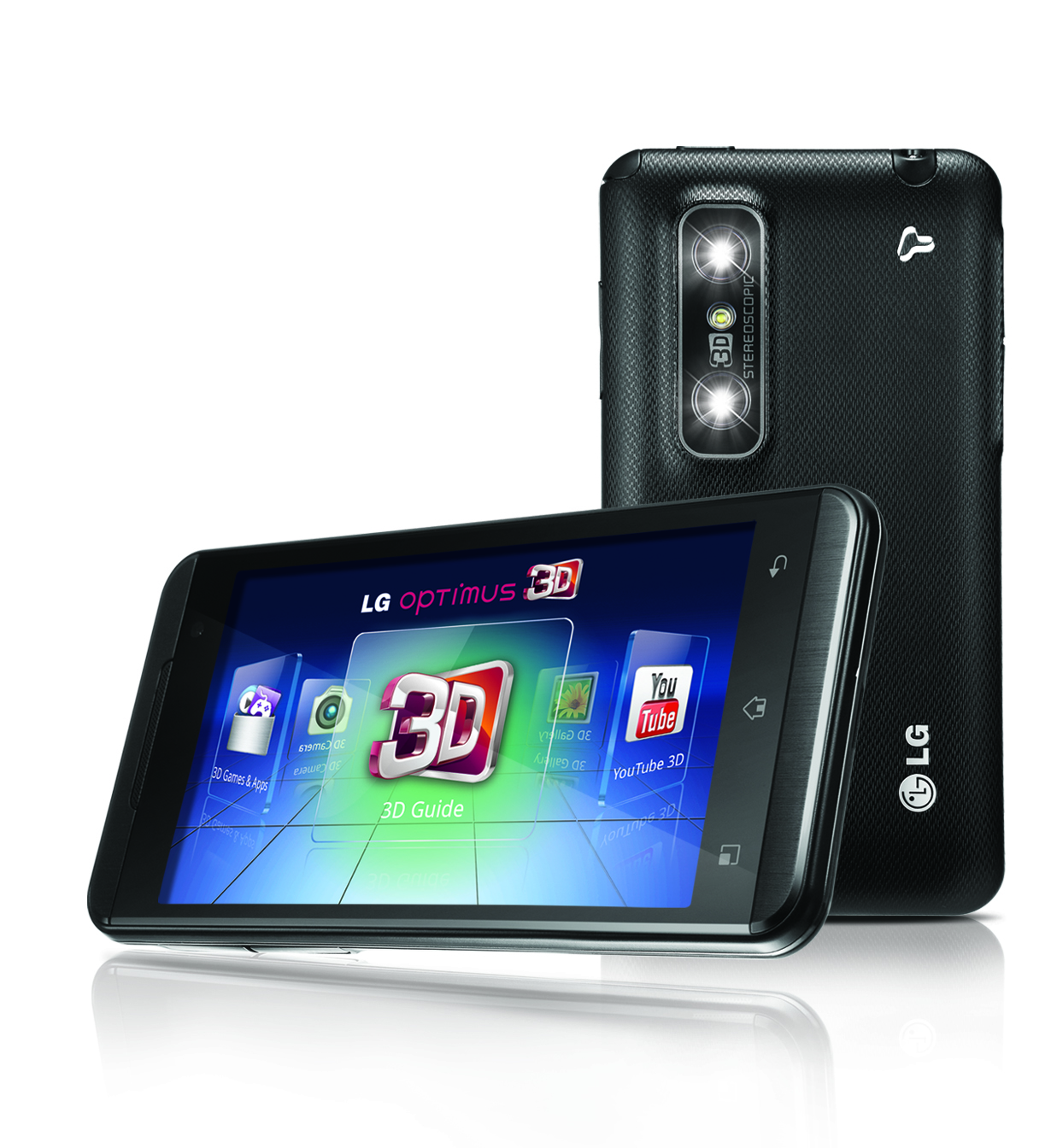
LG Optimus 3D P920

El LG Optimus 3D, o 4G LG emoción en EE. UU., es un teléfono móvil en 3D con Android 2.2 Froyo ( Actualizable a Android 4.0) lanzado el 7 de julio de 2011 en el Reino Unido y que ha sido promocionado como el primero en el mundo de telefonía celular en 3D.
El LG Optimus 3D es un competidor directo del HTC Evo 3D , que es también un teléfono móvil en 3D. Es un móvil capaz de captar imágenes en 3D y reproducirlas, mantiene además el sistema 2D para transferirlas a un móvil normal que no tenga la tecnología 3D. Se puede jugar y ver videos también en 3D.Tiene SoC TI OMAP 4430 con procesador Dual-core 1 GHz Cortex-A9, 512 MB de memoria RAM LPDDR2 (Mobile DDR2), una pantalla de 10,8 cm (4,3 pulgadas) con resolución de 800×480 px y 8GB de almacenamiento interno que puede ser expandido hasta 32 GB con una tarjeta micro SDHC. El teléfono dispone de 2 cámaras traseras de 5 MP que son capaces de filmar en alta definición 3D de 720p y en plena alta definición 1080p en 2D. También incluye una cámara frontal de 1,3 MP para videollamada y una batería de 1500 mAh. Cuenta con una interfaz de usuario 3D que permite a los usuarios acceder al contenido 3D con sólo pulsar un botón. Cabe destacar que el LG Optimus 3D no tiene un botón obturador de la cámara, sino que tiene un botón 3D que permite a los usuarios cambiar de 3D a 2D o acceder al menú 3D (aunque puede ser utilizado como obturador una vez iniciada la aplicación de cámara).